# Юйминь
Уезд Чаганьтокай (уйг. چاغانتوقاي ناھىيىسى; Chaghantoqay Nahiyisi‎ или уезд Юйминь (кит. упр. 裕民县, пиньинь Yùmín xiàn) — уезд в округе Чугучак Синьцзян-Уйгурского автономного района КНР. Административный центр — посёлок Карабура.

## История
Уезд Юйминь был образован в 1944 году с Чаганьтокай в качестве административного центра. В 1959 году административный центр был перенесён из Чаганьтокая в посёлок Карабура.

## География
На северо-западе уезд граничит с городским уездом Чугучак, на востоке — с уездом Толи, на юге и западе — с Казахстаном.

## Административное деление
Уезд Юйминь делится на 2 посёлка и 4 волости.